# Толмачёв, Николай Иванович
Николай Иванович Толмачёв (19 февраля 1929 года — 200Х) — советский и российский педагог, ректор Ишимского педагогического института (1966—1994).

## Биография Родился 19 февраля 1929 года в селе Покровском Рубцовского района Сибирского края (ныне вАлтайском крае).
В 1943 году окончил Большешелковниковскую неполную среднюю школу (семилетку), в 1947 году — с отличием Рубцовское педагогическое училище.
В дальнейшем с отличием окончил исторический факультет Семипалатинского государственного педагогического института.
Продолжил обучение в аспирантуре Московского государственного педагогического института имени В. И. Ленина, защитил кандидатскую диссертацию и работал старшим преподавателем Барнаульского педагогического института.
С 1957 года работал в Ишимском педагогическом институте, где прошёл путь от старшего преподавателя, декана, проректора по научной и учебной работе до ректора, пост которого занимал с 1966 по 1994 годы.
Неоднократно избирался делегатом Всероссийских педагогических съездов и конференций, был авторитетным представителем в коллективе ректоров педагогических вузов зоны Урала и Сибири и в Совете ректоров Тюменской области.

## Награды
- Орден «Знак Почёта»
- Медаль «За трудовую доблесть»
- Медаль «За доблестный труд в ознаменование 100-летия со дня рождения В. И. Ленина»
- Почётный знак «За отличные успехи в области высшего образования СССР»
- Нагрудный знак «Отличник просвещения СССР»
- Нагрудный знак «Отличник народного просвещения РСФСР»